# Instytut Polski w Pekinie
Instytut Polski w Pekinie – Wydział Kultury Ambasady RP w Pekinie (chiń. 波兰共和国驻华大使馆文化处) – polska placówka kulturalna w stolicy Chińskiej Republiki Ludowej podlegająca Ministerstwu Spraw Zagranicznych RP.
Instytut Polski w Pekinie wykonuje zadania z zakresu dyplomacji publicznej, w tym promocji języka polskiego. W 1950 w ramach Ambasady w Pekinie utworzono Wydział Kultury. W 2014 Wydział przekształcono w Instytut Polski. Zespół Instytutu liczy 6 osób.

## Dyrektorzy
- 1 maja 2014 – 30 września 2014 – Maciej Gaca
- 1 października 2014 – ok. 2019 – Magdalena Czechońska[3]
- ok. 2019 – 2023 – Jan Jerzy Malicki (do 18 maja 2020 jako p.o.)[4][5]
- 2023–2024 – Marta de Zuniga[6]
- od 2024 – Magdalena Czechońska[7]